# Chysauster
Chysauster è un sito archeologico situato nei pressi del villaggio inglese di New Mill, nella contea della Cornovaglia (Inghilterra sud-occidentale), costituito dai resti di un villaggio abitato dalle tribù dei Dumnoni e dei Cornovi all'incirca tra l'anno 400 a.C. (o 100 a.C.) e il III secolo d.C.

## Origine del nome
Il nome Chysauster è un termine di origine celtica che significa "casa di Silvestro".

## Storia
Il villaggio sorse probabilmente alla metà dell'età del Ferro, ma l'area circostante era già abitata in precedenza. Il villaggio fu originariamente occupato dalla tribù celtica nota in epoca romana con il nome Dumnoni e successivamente dalla tribù nota come Cornovi.
Si presume che la popolazione del villaggio si aggirasse tra le 50 e le 70 unità e che vi vivessero circa dieci famiglie. Gli abitanti di Chysauster erano dediti alla coltivazione di cereali e probabilmente anche all'allevamento di maiali e capre.
Un paio di abitazioni del villaggio vennero abbandonate alla fine del II secolo d.C, prima di essere completamente abbandonato circa un secolo dopo.
Tra il 1873 e il 1939 vennero effettuati degli scavi che riportarono alla luce sei edifici; Ulteriori scavi riporarono poi alla luce altri edifici. Durante gli scavi vennero anche rinvenuti vari suppellittili, alcuni dei quali sono conservati nel museo di Truro.

## Descrizione
Chysauster si trova a circa 3 km a nord di Penzance, a ovest di un altro sito archeologico, il forte di Castle-an-Dinas.
Il sito è composto dal centro del villaggio, in cui si trovano dieci case dalla forma ovale  disposte su due file separate da una strada, da una casa in pietra e dai resti di altri edifici situtati nei campi attigui. Nel sito si trova inoltre un passaggio sotterreaneo, noto in lingua cornica come fogou, che è stato dichiarato inaccessibile ai visitatori nel 1986.
Le abitazioni del centro-villaggio hanno un diametro di circa 90 piedi. L'ingresso è posto sul lato orientale delle case, scelta probabilmente non casuale e dettata dall'esigenza di proteggersi dal vento che soffiava in direzione opposta.